# 中華人民共和国人事部
中華人民共和国人事部（じんじぶ）は、中華人民共和国国務院に属する行政部門。人事を管轄する。日本の人事院にあたる役所。2008年に中華人民共和国労働・社会保障部と併合され、中華人民共和国人力資源社会保障部が設置された。

## 歴任部長
- 張柏林

## 下位機構
11の職能司（日本の庁にあたる）が置かれている。
1. 弁公庁
2. 政策法規司
3. 企画財務司
4. 専門技術人員管理司
5. 公務員管理司
6. 企業指導者管理局
7. 査察特派員総署弁公室
8. 人材流動開発司
9. 給料・福祉・定年退職司
10. 将校・士官専業配置司
11. 国際交流合作司